# Raionul Sărata
Raionul Sărata (în ucraineană Саратський район) este unul din cele 26 raioane administrative din regiunea Odesa din Ucraina, cu reședința în orașul Sărata. A fost înființat în 1965, fiind inclus în componența RSS Ucrainene. Începând din anul 1991, acest raion face parte din Ucraina independentă. 
Acest raion are o suprafață de 1.475 km² și 46.700 locuitori (2001) , în majoritate de naționalitate ucraineni. Din componența raionului fac parte orașul Sărata și 37 sate. 
Înainte de ocuparea Basarabiei și Bucovinei de nord de către Uniunea Sovietică în 1940, teritoriul său a făcut parte din județul Cetatea Albă al României Mari. 

## Demografie

### Numărul populației la 1 ianuarie
| 2013    | 2014    | 2015    |
| ------- | ------- | ------- |
| ▼45.519 | ▼45.305 | ▼45.145 |

- Sursă:[3]

### Structura lingvistică
Componența lingvistică a raionului Sărata
     Ucraineană (41,29%)
     Rusă (21,42%)
     Bulgară (19,13%)
     Română (17,65%)
     Alte limbi (0,07%)
Conform recensământului din 2001, nu exista o limbă vorbită de majoritatea populației, aceasta fiind compusă din vorbitori de ucraineană (41,29%), rusă (21,42%), bulgară (19,13%) și română (17,65%).

### Comunitatea românească
Populația raionului conține o minoritate românească de 19%, concentrată mai ales în Satu-Nou (Gura Cilighider) - lângă orășelul Sărata, dar și în nordul raionului, în satele Faraoani, Manja, Frumușica-Veche și Anești.

## Localități
Raionul Sărata este compus din:
- 1 orășel (comună urbană) - Sărata - reședința administrativă

| Oraș   |                    |               |                  |               |           |
| Nume   | Nume               | Nume          | Nume             | Nume          | Locuitori |
| română | ucraineană         | ucraineană    | rusă             | rusă          | Locuitori |
| română | scriere ucraineană | transliterare | scriere rusească | transliterare | Locuitori |
| Sărata | Сарата             | Sarata        | Сарата           | Sarata        | 5.008     |

- 37 sate [6], dintre care: 
  - 22 comune sau selsoviete  astfel:

| Comune               |                          |                         |                                |                            |           |
| Nume                 | Nume                     | Nume                    | Nume                           | Nume                       | Locuitori |
| română               | ucraineană               | ucraineană              | rusă                           | rusă                       | Locuitori |
| română               | scriere ucraineană       | transliterare           | scriere rusească               | transliterare              | Locuitori |
| Bairamcea            | Миколаївка-Новоросійська | Mîkolaivka-Novorosiîska | Николаевка-Новороссийская      | Nikolaevka-Novorossiiskaia | 1.218     |
| Cair                 | Крива Балка              | Krîva Balka             | Кривая Балка                   | Krivaia Balka              | 1.574     |
| Camcic               | Зоря                     | Zoria                   | Зоря                           | Zoria                      | 5.528     |
| Culevcea             | Кулевча                  | Kulevcia                | Кулевча, până în 1995 Колесное | Kulevcia                   | 4.032     |
| Faraoani             | Фараонівка               | Faraonivka              | Фараоновка                     | Faraonovka                 | 1.890     |
| Friedensfeld         | Мирнопілля               | Mîrnopillia             | Мирнополье                     | Mirnopolie                 | 442       |
| Frumușica-Veche      | Старосілля               | Starosillia             | Староселье                     | Staroselie                 | 1.634     |
| Iaroslava            | Ярославка                | Iaroslavka              | Ярославка                      | Iaroslavka                 | 1.376     |
| Kunduk               | Долинка                  | Dolînka                 | Долинка                        | Dolinka                    | 873       |
| Lichtental           | Світлодолинське          | Svitlodolînske          | Светлодолинское                | Svetlodolinskoe            | 1.034     |
| Manja                | Міняйлівка               | Miniailivka             | Меняйловка                     | Meniailovka                | 1.645     |
| Mihăileni            | Михайлівка               | Mîhailivka              | Михайловка                     | Mihailovka                 | 2.013     |
| Nădejdea (Eigenfeld) | Надежда                  | Nadejda                 | Надежда                        | Nadejda                    | 607       |
| Păuleni              | Петропавлівка            | Petropavlivka           | Петропавловка                  | Petropavlovka              | 1.120     |
| Plahteevca           | Плахтіївка               | Plahtiivka              | Плахтеевка                     | Plahteevka                 | 5.237     |
| Răileanca            | Ройлянка                 | Roilianka               | Ройлянка                       | Roilianka                  | 1.747     |
| Rozenfeld            | Розівка                  | Rozivka                 | Розовка                        | Rozovka                    | 814       |
| Satu-Nou             | Новоселівка              | Novoselivka             | Новоселовка                    | Novoselovka                | 3.000     |
| Sergheevca           | Сергіївка                | Serhiivka               | Сергеевка                      | Sergheevka                 | 1.420     |
| Uspenea              | Успенівка                | Uspenivka               | Успеновка                      | Uspenovka                  | 2.203     |
| Vădeni               | Введенка                 | Vvedenka                | Введенка                       | Vvedenka                   | 1.015     |
| Zabara (Olgental)    | Забари                   | Zabarî                  | Забары                         | Zabarî                     | 651       |

- - 15 sate, care nu sunt și selsoviete, adică nu au administrație proprie, astfel:

| Sate            |                    |                 |                  |                   |           |                      |
| Nume            | Nume               | Nume            | Nume             | Nume              | Locuitori | Comuna               |
| română          | ucraineană         | ucraineană      | rusă             | rusă              | Locuitori | Comuna               |
| română          | scriere ucraineană | transliterare   | scriere rusească | transliterare     | Locuitori | Comuna               |
| Anești          | Фуратівка          | Furativka       | Фуратовка        | Furatovka         | 234       | Manja                |
| Bălăcel         | Великорибальське   | Velîkorîbalske  | Великорыбачье    | Velikorîbacie     | 458       | Iaroslava            |
| Cercel          | Лугове             | Luhove          | Луговое          | Lugovoe           | 53        | Răileanca            |
| Constantinești  | Костянтинівка      | Kostiantînivka  | Константиновка   | Konstantinovka    | 220       | Culevcea             |
| Gnadenfeld      | Благодатне         | Blahodatne      | Благодатное      | Blagodatnoe       | 346       | Nădejdea (Eigenfeld) |
| Hagider         | Над'ярне           | Nadiarne        | Надъярное        | Nadiarnoe         | 428       | Cair                 |
| Ivănceni        | Нова Іванівка      | Nova Ivanivka   | Новая Ивановка   | Novaia Ivanovka   | 104       | Friedensfeld         |
| Kamianka        | Кам'янка           | Kamianka        | Каменка          | Kamenka           | 71        | Friedensfeld         |
| Komîșivka Perșa | Комишівка Перша    | Komîșivka Perșa | Комышевка Первая | Komîșevka Pervaia | 89        | Uspenea              |
| Moldoveni       | Молдове            | Moldove         | Молдовоe         | Moldovoe          | 562       | Nădejdea (Eigenfeld) |
| Moruzeni        | Пшеничне           | Pșenîcine       | Пшеничное        | Pșenicinoe        | 439       | Faraoani             |
| Neagra          | Негрове            | Nehrove         | Негрово          | Negrovo           | 266       | Nădejdea (Eigenfeld) |
| Pasicine        | Пасічне            | Pasicine        | Пасечное         | Pasecinoe         | 464       | Nădejdea (Eigenfeld) |
| Plahteevca Nouă | Нова Плахтіївка    | Nova Plahtiivka | Новая Плахтиевка | Novaia Plahtievka | 77        | Friedensfeld         |
| Semîsotka       | Семисотка          | Semîsotka       | Семисотка        | Semisotka         | 15        | Frumușica-Veche      |